# Girolamo Fiocchi
Girolamo Fiocchi, in religione Girolamo da Forlì (Forlì, 23 agosto 1348 – 1437), è stato uno storico italiano appartenente all'Ordine dei Frati Predicatori, cronista del XIV-XV secolo, da non confondere con il Girolamo da Forlì pittore o cun uno dei vari omonimi Maestri produttori di ceramiche del XV secolo e del XVI secolo .
Fiocchi è, in effetti, il più antico cronista forlivese a noi noto, avendoci lasciato un interessantissimo Chronicon foroliviense, di cui Carlo Delcorno evidenzia il "gusto dell'aneddoto, delle etimologie, nell'ibridismo linguistico".
Ludovico Antonio Muratori lo cita come fonte autorevole, testimone "di veduta" dice, nella sua Dissertazione Delle pie Confraternità de' Laici, e dell'origine d'esse, de' Flagellanti e delle sacre Missioni.
Fu anche attivo nella predicazione, come ci ricorda un altro cronista domenicano, Leandro Alberti.
Ottenne la licenza in teologia a Venezia, nel 1391, presso il convento dei santi Giovanni e Paolo.
Gli sono attribuite anche le seguenti opere:
- Memoriale super libros Physicorum et super libros Sententiarum versibus inconditis;
- Sermones de sanctis;
- il Quadragesimale Lavatorium et operatorium, quod cepit a. 1418;
- Sermones pro defunctis secundum qualitatem personarum;
- De credendis fidei in communi et de articulis in speciali;
- Tractatus de VII capitalibus vitiis.